# Conte de cinéma
Pour plus de détails, voir Fiche technique et Distribution.
Conte de cinéma (극장전, Geukjangjeon) est un film sud-coréen réalisé par Hong Sang-soo, sorti le 19 mai 2005.

## Synopsis
Un jeune garçon, désenchanté par la vie et tous ces petits tracas pourtant insignifiants aux yeux des plus grands, désire d'en finir. Son ancienne petite amie, qu'il croise un jour par hasard, décide de lui emboîter le pas. Un homme au regard perdu, visiblement déçu par son quotidien et ses amis qui n'en sont pas vraiment, sort d'une salle de cinéma. Il aperçoit alors l'actrice du film. Maladroit mais subjugué, il choisit de l'aborder. Après quelques résistances, elle accepte de le suivre. Ils boivent. Finissent par faire l'amour dans un hôtel. La jeune femme part. Ils se recroisent devant l'hôpital où le cinéaste du court-métrage, qui est un ami commun, est en train d'agoniser. Après lui avoir parlé, il erre dans la rue et se décide à changer de vie.

## Fiche technique
- Titre : Conte de cinéma
- Titre original : 극장전 (Geukjangjeon)
- Titre anglais : A Tale of Cinema
- Réalisation et scénario : Hong Sang-soo
- Production : Marin Karmitz
- Musique : Jeong Yong-jin
- Photographie : Kim Hyung-ku et Kim Young-rho
- Montage : Ham Sung-won
- Pays d'origine :  Corée du Sud
- Langue : Coréen
- Format : couleur - 1,85:1 - Dolby Digital - 35 mm
- Genre : drame
- Durée : 89 minutes
- Dates de sortie : 19 mai 2005 (festival de Cannes), 27 mai 2005 (Corée du Sud), 2 novembre 2005 (France)

## Distribution
- Kim Sang-kyeong : Kim Dong-soo
- Lee Ki-woo : Jeon Sang-won
- Uhm Ji-won : Choi Young-shil
- Jo Han-chul : le frère ainé de Sang-won

## Distinctions
- Festival de Cannes 2005 : Sélection officielle, en compétition